# Rösch (Familienname)
Rösch oder Roesch ist ein deutscher Familienname.

## Namensträger
- Adolf Rösch (1869–1962), deutscher Theologe und Jurist
- Adolf Roesch (* vor 1986), deutscher Wirtschaftsingenieur und Manager
- Albrecht Rösch (1888–1962), deutscher Geodät und Ministerialbeamter
- Angelika Roesch (* 1977), deutsche Tennisspielerin
- August Roesch (1876–nach 1913), deutscher Architekt
- Augustin Rösch (1893–1961), deutscher Jesuit und Widerstandskämpfer
- Bernhard Rösch (* 1963), österreichischer Politiker (FPÖ)
- Carl Roesch (Maler) (1884–1979), Schweizer Maler
- Carl Roesch (Politiker) (1905–1984), deutscher Politiker (SPD)
- Carl Heinrich Rösch (auch Karl Heinrich Rösch; 1807–1866), deutscher Arzt und Sozialreformer
- Charles Roesch (1922–2015), französischer Tischtennistrainer
- Daniel Rösch (* 1968), deutscher Betriebswirt, Statistiker und Hochschullehrer
- David Rösch (Basketballtrainer) (* 1988), deutscher Basketballtrainer
- David Rösch (Radsportler) (* 1988), deutscher Radrennfahrer
- Eberhard Rösch (* 1954), deutscher Biathlet
- Eduard Rösch (1870–1937), österreichischer Politiker (SDAP)
- Elmar Rösch (1925–2015), deutscher Fußballtrainer
- Ernst Rösch (1867–1953), deutscher Politiker (SPD), MdL Baden
- Fabian Rösch (* 1994), deutscher Jazzmusiker
- Felix Rösch (* 1985), deutscher Komponist und Musiker
- Franz Joseph Rösch (1723–1777), deutscher Maler
- Franz Wilhelm Rösch (1914–1994), deutscher Dirigent, Violinist und Musikpädagoge
- Friedrich Rösch (Feuerwehrfunktionär) (1832–1923), deutsch-ungarischer Pädagoge und Feuerwehrfunktionär
- Friedrich Rösch (Komponist) (auch Friedrich Roesch; 1862–1925), deutscher Komponist und Dirigent
- Friedrich Rösch (Ägyptologe) (1883–1914), deutscher Missionar und Ägyptologe
- Friedrich Roesch (Manager) (1920–1994), deutscher Wirtschaftsmanager
- Georg Rösch (Politiker) (1913–1981), deutscher Politiker (CDU), MdL Hessen
- Georg Rösch von Geroldshausen (auch Jörg Resch; 1501–1565), österreichischer Regierungsbeamter und Schriftsteller
- Georg Christoph Rösch (auch Georg Resch; 1577–1634), deutscher Geistlicher, Weihbischof in Eichstätt
- Georg Siegmund Rösch (auch Georg Siegmund Resch; † 1766), deutscher Maler und Kupferstecher
- Gerhard Rösch (Textilingenieur) (1907–1982), deutscher Unternehmer
- Gerhard Rösch (Historiker) (1952–1999), deutscher Historiker
- Gertrud M. Rösch (* 1959), deutsche Literaturwissenschaftlerin
- Günter Rösch (* 1943), deutscher Politiker (SPD)
- Günther Rösch (* 1960), deutscher Philosoph
- Hans Rösch (1914–nach 1959), deutscher Bobfahrer
- Hans Rösch (Jurist) (1908–1970), deutscher Verwaltungsjurist
- Heinrich Rösch (1819–?), deutscher Sänger
- Heinz-Egon Rösch (* 1931), deutscher Sporthistoriker und Hochschullehrer
- Herbert Rösch (* 1943), deutscher Politiker und Fußballfunktionär
- Hermann Rösch (* 1954), deutscher Bibliothekar, Informations- und Kommunikationswissenschaftler
- Hugo Rösch (1861–1933), deutscher Verleger und Herausgeber
- Jakob Friedrich Rösch (1743–1841), deutscher Mathematiker, Militärwissenschaftler und Historiker
- Jean Rösch (1915–1999), französischer Astronom
- Josef Roesch (1902–1969), deutscher Politiker (Zentrum, CDU), MdL
- Julie Rösch (1902–1984), deutsche Politikerin (CDU)
- Karl Rösch (Maler) (1912–2001), deutscher Kunstmaler
- Karl Rösch (Historiker) (* 1943), deutscher Physiker und Historiker
- Karl Heinrich Rösch (1807–1866), deutscher Arzt und Sozialreformer, siehe Carl Heinrich Rösch
- Klaus Rösch (1945–2018), deutscher Politiker (FDP), MdB
- Konstantin Rösch (1869–1944), deutscher Theologe und Bibelübersetzer
- Kurt Roesch (1905–1984), deutsch-amerikanischer Maler
- Ludwig Rösch (1865–1936), österreichischer Maler und Lithograf
- Manfred Rösch (* 1952), deutscher Archäobotaniker
- Margrit Roesch-Tanner (1880–1969), Schweizer Kunsthandwerkerin, Malerin und Zeichnerin
- Mathias Rösch (* 1966), deutscher Historiker
- Michael Roesch (* 1974), Filmregisseur und -produzent
- Michael Rösch (* 1983), belgischer Biathlet
- Notker Rösch (* 1943), deutscher Chemiker und Hochschullehrer
- Otmar Rösch (* 1961), deutscher Fußballspieler und Trainer
- Otto Rösch (1917–1995), österreichischer Politiker
- Paul Rösch (* 1952), deutscher Biophysiker und Hochschullehrer
- Peter Roesch (Architekt) (1929–2018), US-amerikanischer Architekt
- Peter Rösch (Fussballspieler) (1930–2006), Schweizer Fußballspieler
- Peter Roesch (Künstler) (* 1950), Schweizer Maler, Grafiker und Bildhauer
- Peter Rösch (Bürgerrechtler) (1953–2017), deutscher Bürgerrechtler
- Richard Rösch (1874–1936), deutscher Politiker
- Romario Rösch (* 1999), deutscher Fußballspieler
- Rudolf Rösch (1851–1921), bayerischer General der Infanterie
- Rudolf Roesch (1890–1952), deutscher Generalmajor
- Samuel Rösch (* 1994), deutscher Sänger
- Siegfried Rösch (1899–1984), deutscher Mineraloge
- Tobias Rösch (1585–1638), Benediktiner im Kloster St. Blasien, Theologe, Lehrer an der Universität Salzburg
- Ulrich Rösch (1426–1491), Abt von St. Gallen
- Ursina Gabriela Roesch (* 1959), Schweizer Künstlerin und Aktivistin
- Waldemar Franz Rösch (* 1948), deutscher Maler, Zeichner und Objektkünstler
- Walter Rösch (1903–1977), deutscher Jurist
- Wilhelm Rösch (Bildhauer) (1850–1893), deutscher Bildhauer
- Wilhelm Rösch (Biathlet) (* 1974), deutscher Sommerbiathlet
- Willy Hans Rösch (1924–2000), Schweizer Kurator, Kunstsammler und Leiter eines Künstlerhauses
- Wolfgang Rösch (* 1959), deutscher Priester